# 행복한 엠마, 행복한 돼지 그리고 남자
《행복한 엠마, 행복한 돼지 그리고 남자》(Emmas Gluck, Emma's Bliss)는 독일에서 제작된 스벤 타딕켄 감독의 2006년 코미디, 드라마, 멜로/로맨스 영화이다. 조디스 트라이벨 등이 주연으로 출연하였고 헤조 에몬스 등이 제작에 참여하였다.

## 출연

### 주연
- 조디스 트라이벨
- 위르겐 포겔

### 조연
- 히네르크 쇠네만
- 마틴 파이펠
- 카린 뉴하우저
- 니나 페트리

## 기타
- 의상: 유트 파렌도르프
- 배역: 시몬 바엘